# Ultraciclismo
Ultraciclismo é o nome que se dá as provas de ciclismo com longuíssimas distâncias.
Fora a distância da prova, utiliza-se um segundo critério na definição de ultraciclismo: o tempo. Existem, por exemplo, provas de até 23 dias de duração, como a Red Bull Trans-Siberian Extreme, onde os atletas percorrem uma distância de 9.195 km.
O ultraciclismo é praticado na Europa e nos Estados Unidos, basicamente, e suas provas são completamente diferentes de voltas, tours, etc. Começam com centuries (100 milhas), double centuries (200 milhas), e assim por diante. Normalmente não são feitos paralelos entre feitos ultraciclísticos e feitos ciclísticos. São encarados como coisas diferentes.
A entidade internacional que regulamenta as provas do ultraciclismo é a UMCA (Ultramarathon Cycling Association).
Com 4.680km, a RAAM (Race Across América) é considerada a mais importante e mais difícil competição do mundo deste esporte.